# Kattfjorden
Kattfjorden er en fjord på nordvestsiden af Kvaløya i Tromsø kommune i Troms og Finnmark fylke  i Norge. Fjorden er seks kilometer lang, fra Tussøya mod sydøst til Lauklinesøya hvor Nordfjorden går videre mod øst.
Fjorden har indløb mellem Angstaursundet på østsiden af Tussøya i nord og Sandvika på sydsiden af Tussøya i vest. Bygden Vasstrand ligger på østsiden,  øst for Tussøya. Øvrige bygder ved fjorden er Sandneshamn på sydvestsiden og Tulleng lidt syd for Vasstrand. Ved Lauklinesøya deler fjorden sig i to; Nordfjorden går mod øst, mens Sørfjorden går mod syd. 
Fylkesvej 862 går langs sydsiden af fjorden.